# Отворено првенство Варшаве 2010.
Отворено првенство Варшаве 2010. је био тениски турнир за жене који се играо на отвореним теренима са шљаком.

## Учеснице

### Носиоци
| Тенисерка           | Националност | Ранг | Носилац |
| ------------------- | ------------ | ---- | ------- |
| Каролина Возњацки   | Данска       | 2    | 1       |
| Јелена Дементјева   | Русија       | 6    | 2       |
| Ли На               | Кина         | 13   | 3       |
| Марион Бартоли      | Француска    | 15   | 4       |
| Ђе Џенг             | Кина         | 25   | 5       |
| Аљона Бондаренко    | Украјина     | 26   | 6       |
| Катарина Бондаренко | Украјина     | 32   | 7       |
| Мелани Уден         | САД          | 37   | 8       |

### Остале учеснице
Тенисерке које су добиле специјалну позивницу организатора за учешће на турниру:
- Марта Домаховска
- Катарзина Питер

Тенисерке које су дошле у главни жреб преко квалификација:
- Грета Арн
- Ирина Бегу
- Бојана Јовановски
- Цветана Пиронкова

Срећни губитник:
- Андреја Клепач

## Побједнице

### Појединачно
Александра Дулгеру је побиједила  Ђе Џенг, 6–3, 6–4.

### Парови
Вирхинија Руано Паскуал и  Меган Шонеси су побиједиле  Кару Блек и  Ци Јан, 6–3, 6–4.